# WrestleMania Backlash (2021)
WrestleMania Backlash foi o 16º evento de wrestling profissional Backlash produzido pela WWE e contou com lutadores das marcas Raw e SmackDown. O evento foi ao ar em pay-per-view (PPV) em todo o mundo e estava disponível para transmissão através do Peacock nos Estados Unidos e pela WWE Network internacionalmente, o que o tornou o primeiro Backlash a ir ao ar no Peacock. Ocorreu em 16 de maio de 2021, no WWE ThunderDome, hospedado no Yuengling Center em Tampa, Flórida - foi o primeiro pay-per-view da WWE a apresentar o ThunderDome do Yuengling Center durante a pandemia de COVID-19, após quatro meses no Tropicana Field em São Petersburgo, Flórida. De 1999 a 2009, o conceito do pay-per-view Backlash foi baseado na reação do evento principal da WWE, WrestleMania. O evento de 2021 devolveu o Backlash à sua posição original como o PPV pós-WrestleMania, e por sua vez foi renomeado para "Backlash WrestleMania", pois foi baseado em torno da WrestleMania 37.
Sete lutas foram disputadas no evento, incluindo uma no pré-show. Na luta principal, Roman Reigns derrotou Cesaro por submissão técnica para reter o Universal Championship. Em outra luta importante, Bobby Lashley derrotou Drew McIntyre e Braun Strowman em um combate triplo para reter o WWE Championship. Também no evento, Bianca Belair derrotou Bayley para reter o SmackDown Women's Championship e Rey Mysterio e Dominik Mysterio derrotaram Dolph Ziggler e Robert Roode para vencerem o SmackDown Tag Team Championship, tornando-se assim a primeira equipe de pai e filho a vencerem um título de duplas na WWE.
O evento recebeu críticas mistas de críticos e fãs. O evento incluiu um combate promocional para o filme de zumbis Army of the Dead, estrelado pelo ex-lutador da WWE Batista. Além de Batista fazer a narração da vinheta de abertura do evento, a comabate Lumberjack entre Damian Priest e The Miz teve os "lumberjacks" atuando como zumbis. Este combate foi fortemente criticado e coberto pelo New York Post, chamando-o de "um dos momentos mais tristes da WWE".Apesar das críticas negativas, o resto do evento foi bem recebido.

## Produção
Backlash é um evento pay-per-view (PPV) e da WWE Network que foi estabelecido pela WWE em 1999. Foi realizado anualmente de 1999 a 2009. O conceito original do pay-per-view foi baseado na reação do evento principal da WWE, a WrestleMania. O evento foi interrompido após 2009, mas foi restabelecido em 2016 e foi realizado todos os anos desde então, exceto em 2019; no entanto, esses eventos não continuaram o tema original do Backlash pós-WrestleMania. O 2021 Backlash foi inicialmente agendado para 20 de junho, no entanto, durante a WrestleMania 37, foi revelado que o Backlash aconteceria em 16 de maio e seria intitulado "WrestleMania Backlash", retornando assim o evento ao seu conceito original e apresentando o reação da WrestleMania 37. Foi o 16º evento na cronologia do Backlash e contou com lutadores das marcas Raw e SmackDown. Foi também o primeiro Backlash a ir ao ar no Peacock depois que a versão americana da WWE Network se fundiu sob o Peacock em março.

### Impacto da pandemia COVID-19
Como resultado da pandemia COVID-19 que começou a afetar a indústria em meados de março de 2020, a WWE teve que apresentar a maior parte de sua programação a portas fechadas. Inicialmente, os programas de televisão e PPVs do Raw e SmackDown foram feitos no WWE Performance Center em Orlando, Flórida. Um número limitado de trainees do Performance Center, amigos e familiares dos lutadores foram posteriormente utilizados para servir como público ao vivo. No final de agosto, esses programas foram movidos para uma bolha "biossegura" chamada WWE ThunderDome. O seleto público ao vivo não era mais utilizado, pois a bolha permitia que os fãs comparecessem aos eventos virtualmente de graça e fossem vistos nas cerca de 1.000 placas de LED dentro da arena. Além disso, o ThunderDome utilizou vários efeitos especiais para melhorar ainda mais as entradas dos lutadores, e o áudio da arena foi mixado com o dos cantos dos fãs virtuais. Depois de ser hospedado no Amway Center de Orlando, o ThunderDome foi transferido para o Tropicana Field em São Petersburgo, Flórida, em dezembro.
Devido ao início da temporada de 2021 do Tampa Bay Rays, como o Tropicana Field é a sede do Tampa, em 24 de março de 2021, a WWE anunciou que mudaria o ThunderDome para o Yuengling Center, localizado no campus do Universidade do Sul da Flórida em Tampa, que começou com o episódio do Raw de 12 de abril. Posteriormente, WrestleMania Backlash foi o primeiro pay-per-view da WWE produzido no ThunderDome no Yuengling Center.

### Enredo
O show teve sete combates, incluindo uma no pré-show. As lutas resultaram de histórias roteirizadas, nas quais os lutadores e lutadoras retratavam heróis, vilões ou personagens menos distintos em eventos roteirizados que geravam tensão e culminavam em uma luta ou série de lutas. Os resultados foram predeterminados pelos escritores da WWE nas marcas Raw e SmackDown, enquanto as histórias foram produzidas nos programas semanais de televisão da WWE, Monday Night Raw e Friday Night SmackDown.
Na WrestleMania 37, Bobby Lashley derrotou Drew McIntyre para reter o WWE Championship. No Raw da noite seguinte, o gerente de Lashley, MVP,  declarou que ninguém poderia derrotar Lashley. McIntyre interrompeu e queria outra oportunidade, alegando que ele o teria derrotado se MVP não o tivesse distraído e o impedido de realizar o chute Claymore em Lashley. Braun Strowman e Randy Orton então interromperam e declararam seus respectivos casos para disputar o título. O oficial da WWE, Adam Pearce, agendou um combate triplo entre McIntyre, Strowman e Orton, com o vencedor enfrentando Lashley pelo títulona WrestleMania Backlash, que foi vencido por McIntyre. No episódio de 26 de abril, Strowman desafiou McIntyre para uma luta com a estipulação adicional de que se Strowman vencesse, ele seria adicionado à luta pelo campeonato na WrestleMania Backlash. Strowman derrotou McIntyre, portanto, a luta pelo título tornou-se uma luta tripla.
Na WrestleMania 37, Bianca Belair venceu o SmackDown Women's Championship. No episódio seguinte de SmackDown, The Street Profits (Angelo Dawkins e Montez Ford) deu a Belair uma celebração pelo título. Mais tarde, Bayley desafiou Belair pelo título. Na semana seguinte, a luta pelo título foi agendada para o Backlash WrestleMania.
Na WrestleMania 37, Rhea Ripley derrotou Asuka para vencer o Raw Women's Championship. As duas tiveram uma revanche na noite seguinte no Raw, no entanto, a luta terminou em no-contest após a interferência de Charlotte Flair, que atacou Asuka. Antes da luta, Flair, que estava fora da TV no mês passado, voltou naquela noite depois de perder sua primeira WrestleMania desde a WrestleMania 32 em 2016. Na semana seguinte, Flair perdeu para Asuka graças a uma distração de Ripley. Após o combate, Flair atacou o árbitro. Adam Pearce posteriormente suspendeu Flair, no entanto, a oficial da WWE Sonya Deville, que aparece principalmente no SmackDown, reintegrou Flair na semana seguinte depois que Flair fez um pedido público de desculpas no Raw. No episódio de 3 de maio, outra revanche entre Ripley e Asuka pelo Raw Women's Championship foi agendada para o Backlash WrestleMania. No entanto, Deville deu a Flair a chance de apresentar uma proposta e depois de ouvir o caso de Flair, Deville adicionou Flair ao combate pelo título para torná-la uma luta tripla.
No episódio de 16 de abril do SmackDown, o Campeão Universal Roman Reigns, junto com Paul Heyman e Jey Uso, gabou-se de manter seu título na WrestleMania 37. Reigns foi interrompido por Cesaro, mas antes que ele pudesse falar, Reigns, Jey e Heyman saíram do ringue e partiram para os bastidores. Mais tarde, Cesaro confrontou Adam Pearce e Sonya Deville sobre enfrentar Reigns naquela noite, mesmo sem o título. No entanto, em vez de Reigns, Cesaro enfrentou Jey no evento principal, que terminou em desqualificação quando Seth Rollins, que Cesaro havia derrotado na WrestleMania, interferiu e atacou Cesaro, proclamando que sua rivalidade não havia acabado. No especial Throwback SmackDown em 7 de maio, Cesaro estava escalado para enfrentar Rollins com a estipulação adicional de que se Cesaro ganhasse, ele ganharia uma luta pelo Universal Championship no WrestleMania Backlash. Cesaro derrotou Rollins mais uma vez, garantindo o combate pelo título. Também naquele episódio, o irmão de Jey, Jimmy, voltou de uma lesão, tendo aparecido pela última vez no Hell in a Cell em outubro de 2020, e embora em conflito no início, especialmente por causa do que Reigns fez a eles no Hell in a Cell, Jimmy também acabou se aliando a Reigns, mas logo após traiu Reigns.

## Evento
| Função:                  | Nome:                     |
| ------------------------ | ------------------------- |
| Comentaristas em inglês  | Michael Cole (SmackDown)  |
| Comentaristas em inglês  | Pat McAfee (SmackDown)    |
| Comentaristas em inglês  | Adnan Virk (Raw)          |
| Comentaristas em inglês  | Corey Graves (Raw)        |
| Comentaristas em inglês  | Byron Saxton (Raw)        |
| Comentarista em espanhol | Carlos Cabrera            |
| Comentarista em espanhol | Marcelo Rodriguez         |
| Anunciadores de ringue   | Greg Hamilton (SmackDown) |
| Anunciadores de ringue   | Mike Rome (Raw)           |
| Árbitros                 | Danilo Anfibio            |
| Árbitros                 | Shawn Bennett             |
| Árbitros                 | Jessika Kar               |
| Árbitros                 | Dan Engler                |
| Árbitros                 | Darrick Moore             |
| Árbitros                 | Eddie Orengo              |
| Árbitros                 | Rod Zapata                |
| Entrevistadora           | Kevin Patrick             |
| Painel do pré-show       | Kayla Braxton             |
| Painel do pré-show       | John "Bradshaw" Layfield  |
| Painel do pré-show       | Peter Rosenberg           |
| Painel do pré-show       | Booker T                  |
| Painel do pré-show       | Sonya Deville             |

### Pré-show
Durante o pré-show do WrestleMania Backlash Kickoff, o campeão dos Estados Unidos Sheamus enfrentou Ricochet em uma luta não válida pelo título. No final, Sheamus aplicou um Knee Strike no Ricochet para vencer a luta.

### Lutas preliminares
O pay-per-view começou com Rhea Ripley defendendo o Raw Women's Championship contra Charlotte Flair e Asuka. Nos momentos finais, após uma luta igualmente competitiva entre as três, Ripley executou o Riptide em Asuka para reter o título.
Em seguida, Dolph Ziggler e Robert Roode defenderam o SmackDown Tag Team Championship contra Rey Mysterio e Dominik Mysterio. No início da noite, Dominik foi atacado por Ziggler e Roode, e a equipe médica considerou Dominik incapaz de competir. Durante a luta, Ziggler e Roode dominaram Rey. No meio do caminho, porém, Dominik acabou entrando na luta. No final, Rey executou um 619 em Roode e passou para Dominik, que então executou um Frogsplash em Roode para ganhar o título, tornando-se assim a primeira equipe de pai e filho a deter um título de duplas na WWE.
Depois disso, Damian Priest enfrentou The Miz (acompanhado por John Morrison) em uma luta lumberjack. O ringue foi cercado por zumbis como uma ligação promocional para o filme de zumbis Army of the Dead, estrelado pelo ex-lutador da WWE Batista. Durante o combate, Priest e Miz se uniram para afastar os zumbis. No final, Morrison foi "devorado" pelos zumbis que distraíram Miz. Priest executou um Hit the Lights em Miz para vencer a luta. Após a luta, vários zumbis entraram no ringue e "devoraram" Miz.
No combate seguinte, Bianca Belair defendeu o SmackDown Women's Championship contra Bayley. Belair imobilizou Bayley usando seu cabelo trançado para ganhar força e reter o título.
Na penúltima luta, Bobby Lashley (acompanhado por MVP) defendeu WWE Championship contra Drew McIntyre e Braun Strowman. Durante a luta, Lashley e McIntyre lutaram para subir a rampa de entrada, onde McIntyre jogou Lashley através de uma placa de LED. De volta ao ringue, McIntyre e Strowman continuaram a luta. No final, quando McIntyre executou um Claymore Kick em Strowman, Lashley apareceu, jogou McIntyre para fora do ringue e executou uma Spear em Strowman para reter o título.

### Evento Principal
Na luta principal, Roman Reigns (acompanhado por Paul Heyman) defendeu o Universal Championship contra o Cesaro. Ao longo da luta, Reigns mirou no braço direito de Cesaro, impedindo Cesaro de fazer seus golpes e não ser capaz de aplicar totalmente as outras manobras. No clímax, Reigns aplicou uma guilhotina em Cesaro, que desmaiou, e Reigns manteve o título por submissão técnica. Após a luta, Cesaro foi atacado por Jey Uso. Seth Rollins então apareceu. Depois de encarar Reigns, Rollins atacou cruelmente Cesaro e quebrou seu braço direito em uma cadeira de aço.

## Recepção
O evento recebeu críticas mistas. Embora a maior parte do pay-per-view tenha sido bem recebida, a ligação de marketing com o Army of the Dead durante o combate lumberjack Damian Priest vs. The Miz  foi fortemente prejudicada. A estrela do filme e ex-lutador da WWE Batista respondeu às críticas dos fãs, afirmando que ele não agendou "um bando de zumbis do caralho", e que os fãs deveriam chamar o presidente e CEO da WWE, Vince McMahon pela decisão. Uma crítica de Shacknews disse que o Backlash da WrestleMania excedeu "quase todas as expectativas", exceto para a luta lumberjack. A crítica dizia que a luta já estava ruim, mas foi piorada pela inclusão dos zumbis, com Priest e Miz tendo que agir como se realmente estivessem com medo deles. As críticas negativas foram cobertas pelo meio de comunicação mainstream New York Post, chamando-o de "um dos momentos mais tristes da WWE". Eles foram positivos sobre o resto do show. Apesar das críticas negativas aos zumbis, a WWE arrecadou mais de US$ 1 milhão da Warner Bros. para a divulgação promocional.

## Após o evento

### Raw
Na noite seguinte no Raw, o Campeão da WWE Bobby Lashley lançou um desafio aberto. Drew McIntyre aceitou, já que ele não foi imobilizado no combate, no entanto, MVP afirmou que estava aberto a qualquer pessoa, exceto McIntyre e Braun Strowman —WrestleMania Backlash seria, por sua vez, última aparição de Strowman na WWE; ele foi liberado de seu contrato em 2 de junho. No evento principal do Raw, foi revelado que o desafio aberto era apenas para enfrentar Lashley ao invés de uma luta pelo título. Kofi Kingston, integrante do New Day, respondeu ao desafio e derrotou Lashley graças à distração de McIntyre. No episódio de 31 de maio, McIntyre derrotou Kingston para ganhar outra oportunidade pelo título contra Lashley no Hell in a Cell.
Também no Raw, Charlotte Flair confrontou os oficiais da WWE Adam Pearce e Sonya Deville, exigindo outra oportunidade contra Rhea Ripley pelo Raw Women's Championship, já que Flair não recebeu a contagem no combate triplo. Pearce e Deville afirmaram que se Flair ganhasse sua luta contra Asuka, eles considerariam isso. No entanto, Flair perdeu a luta graças a uma distração de Ripley. Uma revanche ocorreu na semana seguinte, onde Flair derrotou Asuka, ganhando assim outra luta pelo título contra Ripley no Hell in a Cell.
Naquela noite no Raw, o Campeão dos Estados Unidos Sheamus enfrentou Ricochet em uma revanche sem título, onde Sheamus saiu novamente como vencedor.

### SmackDown
No SmackDown seguinte, a oficial da WWE Sonya Deville anunciou que a WWE deixaria o ThunderDome e voltaria para uma turnê ao vivo, começando com o episódio de 16 de julho do SmackDown. Ela também organizou um desfile de campeões para celebrar os campeões do SmackDown. Os novos Campeões de Duplas do SmackDown Rey Mysterio e Dominik Mysterio, a Campeã Feminina do SmackDown Bianca Belair, o Campeã Intercontinental Apollo Crews (acompanhada pelo Comandante Azeez) e as Campeãs de Duplas Femininas da WWE Natalya e Tamina estavam todos no palco. Deville então apresentou o Campeão Universal Roman Reigns, no entanto, Paul Heyman apareceu, afirmando que todos os outros eram apenas detentores do título e que Reigns era o único campeão real. Bayley então interrompeu, alegando que Belair trapaceou no Backlash usando seu cabelo. Belair e Bayley estavam programados para uma revanche no Hell in a Cell.
Também no SmackDown, Cesaro, com o braço em uma tipóia, confrontou o Campeão Universal Roman Reigns e o desafiou para outra luta no Hell in a Cell. No entanto, Seth Rollins atacou Cesaro novamente, resultando na equipe médica levando Cesaro em uma maca. Um combate entre Cesaro e Rollins foi agendado para o Hell in a Cell.
No SmackDown de 28 de maio, os novos Campeões de Duplas do SmackDown, Rey Mysterio e Dominik Mysterio, foram escalados para defender o título em uma revanche contra Dolph Ziggler e Robert Roode. Antes da luta, Rey foi atacado nos bastidores, semelhante ao que aconteceu na WrestleMania Backlash, deixando Dominik enfrentar Ziggler e Roode sozinho. No clímax da luta, Rey fez seu caminho para o ringue, o que distraiu Roode e permitiu que Dominik fizesse a contagem para reter o título. Depois de defender o título contra The Usos (Jey Uso e Jimmy Uso) na semana seguinte, que terminou com a interferência de Roman Reigns, que atacou Dominik brutalmente, os Mysterios entraram em uma rivalidade com Reigns e The Usos, resultando em Rey desafiando Reigns para um combate pelo Universal Championship.

## Resultados
| Nº                                          | Resultados                                                                                  | Estipulações                                            | Tempo |
| ------------------------------------------- | ------------------------------------------------------------------------------------------- | ------------------------------------------------------- | ----- |
| Pré- show                                   | Sheamus derrotou Ricochet                                                                   | Luta individual                                         | 7:12  |
| 1                                           | Rhea Ripley (c) derrotou Asuka e Charlotte Flair                                            | Luta Triple Threat pelo WWE Raw Women's Championship    | 15:22 |
| 2                                           | The Mysterios (Rey Mysterio e Dominik Mysterio) derrotaram Dolph Ziggler e Robert Roode (c) | Luta de duplas pelo WWE SmackDown Tag Team Championship | 17:02 |
| 3                                           | Damian Priest derrotou The Miz (com John Morrison)                                          | Luta Lumberjack                                         | 6:57  |
| 4                                           | Bianca Belair (c) derrotou Bayley                                                           | Luta individual pelo WWE SmackDown Women's Championship | 16:05 |
| 5                                           | Bobby Lashley (c) (com MVP) derrotou Braun Strowman e Drew McIntyre                         | Luta Triple Threat pelo WWE Championship                | 14:12 |
| 6                                           | Roman Reigns (c) (com Paul Heyman) derrotou Cesaro por submissão técnica                    | Luta individual pelo WWE Universal Championship         | 27:35 |
| (c) – Refere-se aos campeões antes da luta. |                                                                                             |                                                         |       |